# Petra Paroubková

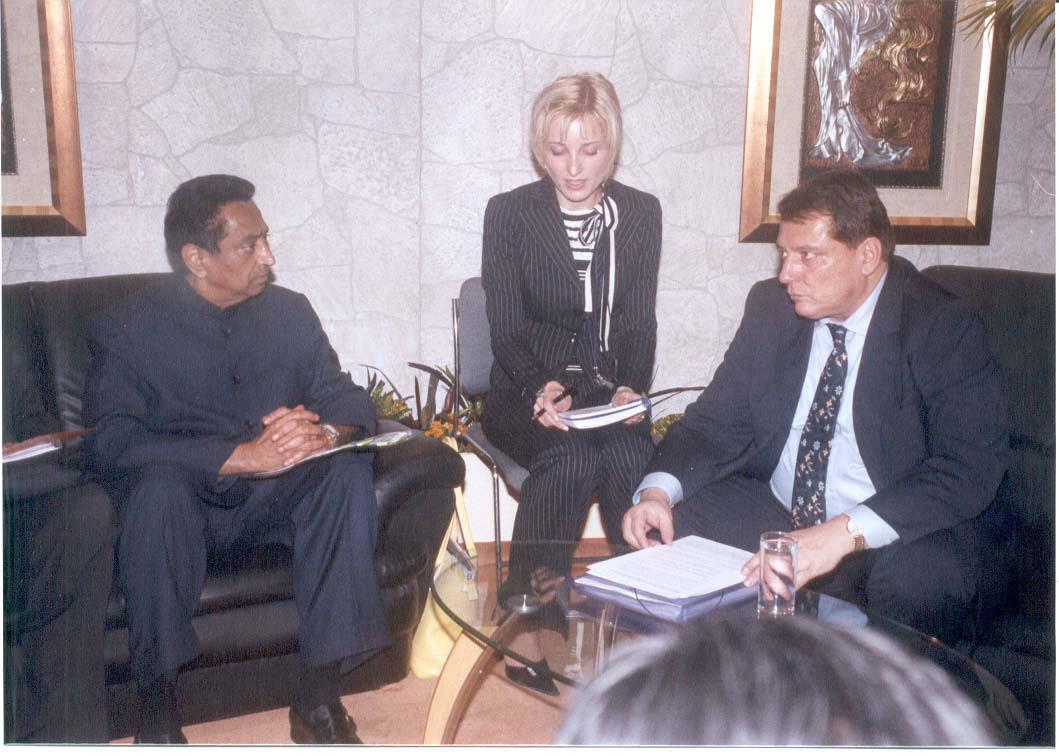
Paroubkovi v Indii - 2006

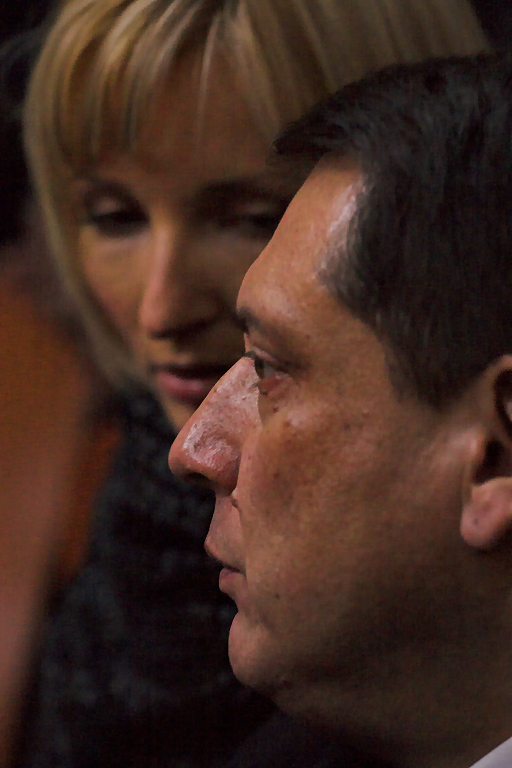
Jiří Paroubek s manželkou Petrou

Petra Paroubková, rozená Kováčová (* 30. srpna 1973 Nitra), je bývalá druhá manželka Jiřího Paroubka, bývalého českého premiéra a předsedy České strany sociálně demokratické.

## Osobní život
Absolvovala Filozofickou fakultu Univerzity Karlovy, obor amerikanistika a anglistika v kombinaci s rusistikou.
Za Jiřího Paroubka se provdala dne 17. listopadu 2007 a v listopadu 2009 se jim narodila dcera.
V únoru 2015 byla Petra Paroubková hospitalizována kvůli krvácení do mozku.
V roce 2017 zahájili manželé Paroubkovi rozvodové řízení, které bylo ukončeno v listopadu 2021.

## Aktivity a názory
Petra Paroubková má vlastní aktivity v souvislosti s projektem výstavby nové budovy Národní knihovny. Reakce politiků na její iniciativu uspořádat na výstavbu celonárodní sbírku ale byly převážně odmítavé.
Do všeobecného povědomí vešla její věta „nejvíc sexy na muži je mozek“ coby odpověď na otázku, čím ji (tehdy ještě partner) Jiří Paroubek zaujal.
V několika případech vzbudila pozornost některá její vyjádření v tisku. V jednom ze svých prvních rozhovorů prohlásila, že komunismus je dle jejího názoru dobrá, ale prakticky nepoužitelná myšlenka. Po prohraném soudu o karikatury v časopise Reflex prohlásila o mladých ženách v politice: „Političky stávající koalice se dostaly na svá místa intimním stykem“. Vydavatelství Columbus uvedlo 9. prosince 2010 na trh knihu Petry Paroubkové V botičkách od Diora. Podle anotace knihy „na 170 stránkách autorka v několika kapitolách popisuje mediální štvanici na ni a jejího manžela, dceru nevyjímaje.“
V dubnu 2011 založila s vydavatelem Martinem Feldekem společnost COLUMBUS HOLDINGS spol. s r.o.
Od roku 2019 pracuje jako marketingová manažerka pro softwarovou společnost eWay System s.r.o.

## Publikační činnost
- Paroubková, Petra. V botičkách od Diora aneb Omylem v zákulisí velké politiky. Columbus, 2010. 184 S. ISBN 978-80-7249-289-3.